# Cementerio El Carmen
El Cementerio El Carmen es el principal cementerio de la ciudad de Chiclayo, Perú. Se encuentra en funcionamiento desde 1917 y en él se encuentran enterrados más de cien mil difuntos incluyendo varios personajes notables de la historia de la ciudad de Chiclayo.
El cementerio fue construido en 1912 en terrenos ubicados al sureste del distrito de Chiclayo. Estos terrenos fueron adquiridos en dos etapas. En la primera se adquirieron 4 hectáreas y, en la segunda, 2 más. Tiene 200 metros de fachada por 300 de fondo. Está estructurado con cuarteles y posee varios mausoleos de diseño italiano y en los que predomina el mármol. Está diseñado en base a una disposición geométrica regular dividiéndose en dos zonas: una antigua y otra de ampliación. Además de servir de lugar de descanso de personajes históricos ha sido objeto de varios mitos, leyendas e historias del imaginario local. Adyacente al mismo se encuentra el Cementerio Chino de Chiclayo.
En la actualidad, el Cementerio cuenta con poco espacio útil y está llegando al límite de su capacidad a pesar de la construcción de nuevos cuarteles y a que se planea derrumbar los cuarteles más antiguos para la construcción de nuevos. Por ello, también, existe la intención de convertirlo en un museo.